# Епископ топлички Петар
Петар Богдановић (Ваљево, 14. мај 1988) је викар патријарха српског са титулом викарни епископ топлички и старешина цркве Светог Димитрија на Новом Београду.

## Биографија
Епископ Петар (Богдановић) рођен у Ваљеву од побожних родитеља а одрастао је у Мионици.
Након завршене ваљевске гимназије уписао се факултет за спорт и физичко васпитање у Београду 2007. године. Након завршене треће године, напушта студије ради одласка у Манастир Четереже у Епархији браничевској.
Замонашен је 4. априла 2011. године, исте године рукоположен је за јерођакона у Саборној цркви у Пожаревцу 26. јуна, а 17. децембра за јеромонаха у Манастиру Томићу код Свилајнца.
Од 2014. године сабрат је Манастира Тумане. Богословски факултет у Београду уписао је 2013. а дипломирао 2018. године. Мастер на тему "Слобода у литургијском искуству цркве" одбранио је 2019. године. Докторске студије на Богословском факултету уписао је 2019. године при катедри за систематско богословље.
Одликован је чином протосинђела 1. новембра 2020. године.
Дана 1. фебруара 2022. година одлуком епископа пожаревачко-браничевског Игнатија постављен на дужност старешине Манастира Горњак где је остао до 17. децембра исте године када је изабран за викарног епископа топличкога.
На редовном мајском заседању Светог архијерејског сабора Српске православне цркве, одржаном од 15. до 20. маја 2022. године, изабран је за викара Његове Светости АЕМ и Патријарха српског Порфирија са титулом викарни епископ топлички.
Хиротонисан је за викарног епископа топличкога 18. децембра 2022. у Храму Светог Саве у Београду. Чин наречења био је претходног дана у Саборној цркви у Београду.